# Aurora Heredia
Clara Aurora Heredia Condemaria (ur. 13 września 1959 w Limie) – peruwiańska siatkarka. Reprezentantka kraju na igrzyskach olimpijskich w Moskwie. Srebrna medalistka mistrzostw świata w siatkówce kobiet w Limie. Zdobyła srebrny medal na igrzyskach panamerykańskich w 1979 i brązowy w 1983. Jest siostrą Sonii Heredii, również siatkarki.